# Обира
Обира (яп. 小平町 Обира-тё:) — посёлок в Японии, находящийся в уезде Румои округа Румои губернаторства Хоккайдо. Площадь посёлка составляет 627,29 км², население — 3422 человека (30 июня 2014), плотность населения — 5,46 чел./км².

## Географическое положение
Посёлок расположен на острове Хоккайдо в губернаторстве Хоккайдо. С ним граничат города Румои, Фукагава и посёлки Томамаэ, Нумата, Хороканай.

## Население
Население посёлка составляет 3422 человека (30 июня 2014), а плотность — 5,46 чел./км². Изменение численности населения с 1980 по 2005 годы:
| 1980 | 6474 чел. |  |
| 1985 | 6012 чел. |  |
| 1990 | 5334 чел. |  |
| 1995 | 4855 чел. |  |
| 2000 | 4566 чел. |  |
| 2005 | 4272 чел. |  |

## Символика
Деревом посёлка считается тис остроконечный, цветком — рододендрон.